# 2007年の道路
2007年の道路（2007ねんのどうろ）とは、2007年（平成19年）に起こった道路関係の出来事をまとめたページである。
2006年の道路 - 2007年の道路 - 2008年の道路

## 出来事の一覧

### 1月
- 1日
  - （IC名称変更）  統営-大田・中部高速道路 東統営IC → 統営IC （韓国・統営市）
  - （IC名称変更）  統営-大田・中部高速道路 統営IC → 北統営IC （韓国・統営市）

### 2月
- 26日
  - （開通）  国道23号 豊橋東バイパス 七根IC - 野依IC (2.3 km)
  - （BS供用）  高松自動車道 獅子の里三木BS

### 3月
- 3日
  - （開通）  南九州西回り自動車道 川内道路 薩摩川内都IC - 串木野IC (6.5 km)
  - （拡幅）  国道3号 隈之城バイパス 薩摩川内市隈之城町 - 薩摩川内市木場茶屋町 (5.0 km) (1車線→2車線)
- 10日
  - （開通）  国道468号 首都圏中央連絡自動車道 つくば牛久IC - 阿見東IC (12.0 km)
  - （開通）  北条湯原道路 北条倉吉道路 北条IC - 倉吉IC (6.1 km)
- 17日
  - （開通）  中部縦貫自動車道 永平寺大野道路 永平寺西IC - 永平寺東IC (1.6 km)
  - （開通）  沖縄西海岸道路 豊見城道路 豊見城市瀬長 - 糸満市西崎(いりざき) (4.0 km)
- 18日
  - （開通）  国道450号 旭川紋別自動車道 白滝丸瀬布道路 旧白滝出入口 - 丸瀬布IC (10.0 km)
  - （開通）  釜石自動車道 仙人峠道路 遠野住田IC - 釜石仙人峠IC (18.4 km)
  - （開通）  中九州横断道路 犬飼千歳道路 犬飼IC - 千歳IC (4.3 km)
- 21日
  - （開通）  国道468号 首都圏中央連絡自動車道 木更津東IC - 木更津JCT (7.1 km)
- 24日
  - （開通）  山陰自動車道 益田道路 高津IC - 須子IC (3.3 km)
- 25日
  - （開通）  郡山西環状道路 針生立体高架橋 (1.5 km)
- 26日
  - （開通）  国道23号 岡崎バイパス 幸田芦谷IC - 幸田須美IC (5.5 km)
- 31日
  - （路線廃止）  鹿児島県道298号永吉停車場線、鹿児島県道299号永吉吉利線、鹿児島県道543号大隅高山停車場線[1]
- XX日
  - （拡幅）  山陰自動車道 松江道路 松江西IC - 松江玉造IC (1.0 km) (2車線→4車線)

### 4月
- 1日
  - （IC供用）  東北自動車道 上河内スマートIC
  - （IC供用）  東北自動車道 那須高原スマートIC
  - （IC供用）  東北自動車道 泉スマートIC
  - （IC供用）  日本海東北自動車道 豊栄スマートIC
  - （IC供用）  磐越自動車道 新鶴スマートIC
  - （IC供用）  北陸自動車道 大潟スマートIC
  - （IC供用）  上信越自動車道 佐久平スマートIC
  - （IC供用）  東名高速道路 富士川スマートIC
  - （IC供用）  東名高速道路 遠州豊田スマートIC
  - （無料開放）  浜名湖レイクサイドウェイ 全線 (5.0 km)
  - （IC供用）  東名阪自動車道 亀山スマートIC
  - （IC供用）  山陽自動車道 吉備スマートIC
  - （IC供用）  浜田自動車道 金城スマートIC
  - （IC供用）  沖縄自動車道 喜舎場スマートIC
- 14日
  - （PA供用）  国道483号 北近畿豊岡自動車道 春日和田山道路 氷上PA（丹波いっぷく茶屋）（和田山・豊岡方面のみ）
- 15日
  - （開通）  国道470号 能越自動車道 氷見高岡道路 高岡北IC - 氷見IC (11.2 km)
- 21日
  - （BS供用）  館山自動車道 木更津羽鳥野BS
- 26日
  - （無料開放）  佐多岬ロードパーク 全線 (6.0 km)

### 5月
- 2日
  - （無料開放）  村櫛舘山寺道路 全線 (4.6 km)
- 9日
  - （無料開放）  鳥栖筑紫野有料道路 全線 (13.5 km)
- 12日
  - （開通）  阿南安芸自動車道 日和佐道路 由岐IC - 日和佐出入口 (6.2 km)
- 28日
  - （開通）  福山本郷道路 三原バイパス 中之町ランプ - 時広ランプ (1.6 km)
- 30日
  - （開通）  箕面有料道路 箕面市萱野 - 箕面市下止々呂美 (6.8 km)
  - （IC供用）  京葉道路 蘇我IC（木更津方面出入口）
- 31日
  - （TB廃止）  東名高速道路 豊橋TB
  - （TB廃止）  北陸自動車道 米原TB

### 6月
- 1日
  - （TB供用）  釜石自動車道 花巻空港TB
  - （無料開放）  ひよどり山有料道路 全線
- 9日
  - （開通）  三陸自動車道 矢本石巻道路 河北IC - 桃生豊里IC (7.4 km)
  - （開通）  三陸自動車道 桃生登米道路 桃生豊里IC - 桃生津山IC (4.2 km)
- 16日
  - （開通）  八戸久慈自動車道 八戸南道路 八戸南IC - 種差海岸階上岳IC (3.4 km)
- 23日
  - （開通）  国道468号 首都圏中央連絡自動車道 八王子JCT - あきる野IC (9.6 km)

### 7月
- 4日
  - （開通）  館山自動車道 君津IC - 富津中央IC (9.2 km)
- 31日
  - （TB供用）  高知自動車道 須崎東TB

### 8月
- 1日
  - （崩落事故）  米国ミネソタ州の州間高速道路35W号線（I-35W）に架っていたミシシッピ川橋が崩落する事故が発生した[2]。

- 2日
  - （開通）  京奈和自動車道 橋本道路 橋本東IC - 橋本IC (4.9 km)
- 4日
  - （開通）  盛岡秋田道路 角館バイパス 仙北市田沢湖羽根ヶ台 - 仙北市角館小勝田 (2.6 km)
- 12日
  - （開通）  秋田自動車道 琴丘能代道路 能代東IC - 二ツ井白神IC (10.0 km)
- 26日
  - （開通）  東北中央自動車道 湯沢横手道路 雄勝こまちIC - 須川IC (3.6 km)

### 9月
- 8日
  - （開通）  熊本天草幹線道路 松島有明道路 米の山IC - 上津浦IC (10.0 km)
- 15日
  - （開通）  秋田中央道路 全線 (2.6 km)
- 17日
  - （開通）  日本海東北自動車道 仁賀保本荘道路 両前寺仮出入口 - 本荘IC (11.3 km)
  - （開通）  日本海東北自動車道 - 本荘IC 岩城IC (21.6 km)
  - （開通）  本荘大曲道路 岩谷道路 大内JCT - 大内IC (0.8 km)
- 29日
  - （開通）  中部縦貫自動車道 高山清見道路 高山IC - 高山西IC (6.5 km)
  - （開通）  山陰自動車道 名和・淀江道路 大山IC - 淀江IC (3.1 km)
  - （IC名称変更）  山陰自動車道 名和・淀江道路 淀江大山IC → 淀江IC

### 10月
- 1日
  - （無料開放）  松戸野田有料道路 全線 (7.1 km)
- 21日
  - （開通）  道東自動車道 トマムIC - 十勝清水IC (20.9 km)

### 11月
- 3日
  - （開通）  東広島呉自動車道 東広島・呉道路 上三永IC - 馬木IC (7.3 km)
  - （IC名称変更）  阪和自動車道 吉備IC → 有田IC
  - （IC名称変更）  湯浅御坊道路 吉備南IC → 有田南IC
- 8日
  - （開通）  務安-光州高速道路 務安空港IC - 羅州IC (30.4 km) （韓国）
- 11日
  - （開通）  阪和自動車道 みなべIC - 南紀田辺IC (5.8 km)
- 14日
  - （開通）  北関東自動車道 笠間西IC - 友部IC (9.1 km)
- 17日
  - （拡幅）  磐越自動車道 阿武隈高原SA - 船引三春IC (6.3 km) (2車線→4車線)
- 21日
  - （IC供用）  首都高速神奈川1号横羽線 横浜公園出口
- 26日
  - （開通）  金谷御前崎連絡道路 南遠道路 大沢IC - 須々木IC (3.2 km)
- 28日
  - （開通）  唐津-盈徳高速道路 清原JCT - 洛東JCT (80.5 km) （韓国）
- 30日
  - （無料開放）  国見有料道路 全線 (6.8 km)
  - （開通）  中部内陸高速道路 玄風JCT - 金泉JCT (62.0 km) （韓国）

### 12月
- 2日
  - （開通）  境港出雲道路 出雲バイパス 出雲市芦渡町 - 出雲市白枝町 (2.0 km)
- 9日
  - （開通）  名古屋高速6号清須線 明道町JCT - 清洲JCT (7.0 km)
- 13日
  - （開通）  益山-浦項高速道路 益山JCT - 長水IC (61.0 km) （韓国・全羅北道）
  - （開通）  高敞-潭陽高速道路 高敞JCT - 長城JCT (17.1 km) （韓国）
- 14日
  - （開通）  津軽自動車道 浪岡五所川原道路 五所川原東IC - 五所川原北IC (7.6 km)
- 16日
  - （PA供用）  国道475号 東海環状自動車道 五斗蒔PA
- 21日
  - （IC移設）  道央自動車道 虻田洞爺湖IC
- 22日
  - （開通）  首都高速中央環状線 西新宿JCT - 熊野町JCT (6.7 km)
  - （IC名称変更）  首都高速湾岸線 13号地出入口 → 臨海副都心出入口
- 26日
  - （開通）  甲賀湖南道路 水口道路 甲賀市水口町北脇 - 甲賀市水口町泉 (2.6 km)
- 28日
  - （開通）  ソウル外郭循環高速道路 議政府IC - 松楸IC (7.5 km) （韓国・京畿道）